# Pawlików Wierch
Pawlików Wierch (1016 m) – wzniesienie na Zamagurzu Spiskim (część Pogórza Spiskiego). Wznosi się nad miejscowościami Łapszanka i Rzepiska. Stoki wschodnie opadają do doliny potoku Łapszanka, zachodnie do doliny Trybszanki. Szczyt, grzbiet i znaczna część stoków są bezleśne, dzięki temu  Pawlików Wierch jest dobrym punktem widokowym.
Czasami nazywany jest nieprawidłowo Pawlikowskim Wierchem, nazwa wzniesienia pochodzi bowiem od należącego do Rzepisk przysiółka Pawliki.  Przez geografów słowackich i niektórych polskich zaliczany jest do Magury Spiskiej, ale Jerzy Kondracki używa nazwy Pogórze Spiskie, zaś Magurą Spiską nazywa tylko główny grzbiet ciągnący się głównie na Słowacji.

## Szlak turystyczny
czerwony: Bukowina Tatrzańska – Rzepiska – Sarnowska Grapa – Pawlików Wierch – Łapsze Wyżne. 2.10 h, ↓2.10 h